# Yttre Dräpträsket
Yttre Dräpträsket är en sjö i Sorsele kommun i Lappland och ingår i Umeälvens huvudavrinningsområde.